# José Francisco Cevallos senior
José Francisco Cevallos Villavicencio (* 17. April 1971 in Ancón, Santa Elena, Ecuador) ist ein ehemaliger Fußballspieler (Torhüter), der hauptsächlich für Barcelona SC Guayaquil und die ecuadorianische Nationalmannschaft aktiv war. Infolge seiner Leistungen in der erfolgreichen Qualifikation zur Weltmeisterschaft 2002, die zur ersten WM-Teilnahme seines Landes führte, erhielt er unter Fans den Ehrennamen Las Manos del Ecuador (dt. „Die Hände Ecuadors“). Noch heute gilt er vielen als der beste Torhüter in der Geschichte des ecuadorianischen Fußballs. Er gewann mit Barcelona SC 1991, 1995 und 1997 sowie mit LDU Quito 2010 die ecuadorianische Meisterschaft. 
Als Torhüter von LDU Quito hatte er bedeutenden Anteil am Gewinn der Copa Libertadores 2008, indem er im Finale gegen Fluminense Rio de Janeiro drei Elfmeter parierte. Daraufhin wurde er 2008 bei einer von der Zeitung El País aus Uruguay organisierten Wahl zum besten Torhüter Südamerikas gewählt. Als Nationalspieler nahm er an vier Turnieren um die Copa América und der WM 2002 teil, bei der er Stammspieler war. Er ist bis heute der Torhüter mit den meisten Einsätzen in der ecuadorianischen Nationalelf. 
Vom Mai 2011 bis Februar 2015 war José Francisco Cevallos Sportminister im Kabinett von Präsident Rafael Correa. Am 24. Mai 2017 wurde er von dessen Nachfolger Lenin Moreno zum Gouverneur der Provinz Guayas ernannt. Bereits seit Oktober 2015 ist er Präsident des Fußballvereins Barcelona SC, nachdem er sich bei Wahlen unter den Mitgliedern unter anderem gegen den Bruder seines Vorgängers Antonio Noboa durchgesetzt hatte. Er behielt sein Amt auch als Gouverneur. 

## Karriere

### Barcelona SC Guayaquil
Cevallos wechselte zur Jahressaison 1990 zu dem Club aus der ecuadorianischen Hafenstadt Guayaquil und verbrachte dort den Großteil seiner Karriere mit mehr als 400 Einsätzen in offiziellen Partien. Er trug zum Gewinn der Meisterschaften von 1991, 1995 und 1997 bei. Seine bedeutendsten internationalen Einsätze für den Club hatte er im Rahmen der Copa Libertadores 1998. In jener Spielzeit erreichte Barcelona SC zum zweiten Mal in der Vereinsgeschichte das Finale des wichtigsten südamerikanischen Wettbewerbs für Vereinsmannschaften, musste sich allerdings zum zweiten Mal geschlagen geben, als die Mannschaft CR Vasco da Gama aus Brasilien unterlag.

### Once Caldas und Deportivo Azogues
Im Jahr 2005 wechselte er auf Leihbasis zum amtierenden Copa-Libertadores-Sieger Once Caldas nach Kolumbien. Dort konnte er sich jedoch nicht durchsetzen und wechselte bereits zur Jahresmitte nach Guayaquil zurück. Nach weiteren anderthalb Spielzeiten wechselte er Anfang 2007 zu Deportivo Azogues. Da er zu diesem Zeitpunkt bereits 36 Jahre alt war, hielten viele diese Station für die letzte seiner Laufbahn. Allerdings fand er zu alter Form zurück und wurde daraufhin von LDU Quito für die Saison 2008 verpflichtet.

### Liga de Quito
Cevallos' Vertrag mit dem Verein aus der Hauptstadt Quito begann mit der Spielzeit 2008, wo er dem Verein helfen sollte, den Meistertitel der Vorsaison zu verteidigen. Wie 1998 wurde er in der Spielzeit aber auch international zum Protagonisten. Im Viertelfinale der Copa Libertadores 2008 besiegte Liga de Quito den argentinischen Verein CA San Lorenzo im Elfmeterschießen, wobei Cevallos den entscheidenden Schuss von Aureliano Torres parierte. Im Halbfinale gegen den Club América aus Mexiko trug er mit seinen Paraden im Rückspiel in Quito dazu bei, dass ein 0:0 nach 1:1 im Hinspiel zum Finaleinzug genügte. Im Finale gegen Fluminense FC, in dem die Auswärtstorregel ausgesetzt war, unterlag seine Mannschaft nach einem 4:2 im Hinspiel in Quito im Rückspiel in Rio de Janeiro mit 1:3, so dass es erneut zu Verlängerung und schließlich zum Elfmeterschießen kam. Bei diesem gelang es Cevallos, die Elfer von Darío Conca, Thiago Neves und Washington zu parieren, und damit seinem Verein den erstmaligen Gewinn der Copa Libertadores zu bescheren. Es war das erste Mal, dass eine ecuadorianische Mannschaft diesen Wettbewerb gewann. Bei der Wahl zu Südamerikas Fußballer des Jahres wurde er im selben Jahr zum besten Torhüter gewählt und in die Mannschaft des Jahres. Die IFFHS führe ihn auf ihrer Jahresbestenliste als sechstbesten Torhüter des Jahres. Bei der FIFA-Klub-Weltmeisterschaft 2008 erreichte er mit seiner Mannschaft das Finale, unterlag jedoch durch ein Tor von Wayne Rooney mit 0:1 gegen Manchester United. 2009 gewann er mit seiner Mannschaft gegen SC Internacional die Recopa Sudamericana, den südamerikanischen Superpokal. Hierbei spielte Cevallos allerdings nur im Rückspiel, als er in der 62. Minute für Alexander Domínguez eingewechselt wurde. Im Finale um die Recopa Sudamericana 2010 bestritt Cevallos das Rückspiel gegen Estudiantes de La Plata, in dem er in Quilmes kein Gegentor hinnehmen musste und nach einem 2:1 im Hinspiel in Quito erneut den Pokal gewinnen konnte.
Cevallos blieb bis 2011 im Kader von Liga de Quito, wobei er in den letzten beiden Spielzeiten nicht mehr Stammtorhüter war. Im Finale der Copa Sudamericana 2009, das seine Mannschaft erneut gegen Fluminense gewann, stand ebenso wie in den Hinspielen um die Recopa Sudamericana 2009 und 2010 Alexander Domínguez zwischen den Pfosten. Am 16. Mai 2011 beendete er seine Karriere, wurde aber im Ligaspiel gegen Imbabura SC am 22. Mai ein letztes Mal eingewechselt (in der 71. Minute für Domínguez).

## Nationalmannschaft
Sein Debüt in der ecuadorianischen Nationalmannschaft gab Cevallos am 21. September 1994 gegen Peru. Mit dieser nahm er an der Weltmeisterschaft 2002 in Japan und Südkorea teil sowie an den Turnieren um die Copa América 1995 in Uruguay, 1997 in Kolumbien, 1999 in Bolivien und 2001 in Peru. Nach 77 Einsätzen erklärte er 2004 seinen Rücktritt aus der Nationalmannschaft.
Im Jahr 2008 lief er allerdings erneut für die Nationalelf auf, zunächst in einem Freundschaftsspiel gegen seine eigenen Verein Liga de Quito, bei dem er zur Halbzeit gegen Máximo Banguera ausgewechselt wurde. In der Folgezeit kam er zu elf weiteren Länderspielen, darunter mehrere Qualifikationsspiele zur WM 2010, zuletzt im September 2009 gegen Kolumbien.

## Erfolge
- ecuadorianischer Meister 1991, 1995, 1997, 2010
- Sieg Copa Libertadores 2008, Finalteilnahme Copa Libertadores 1998
- Sieg Copa Sudamericana 2009 (kein Einsatz im Finale)
- Sieg Recopa Sudamericana 2009 und 2010
- Finalteilnahme FIFA-Klub-Weltmeisterschaft 2008

## Sportminister

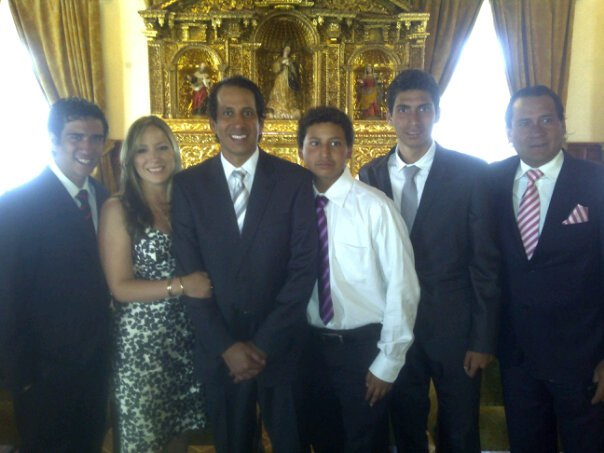
Bei der Amtsübernahme als Minister mit seinen Söhnen Andrés, Gabriel und José „Junior“, seiner Frau und Rosa Enríquez und seinem Bruder Alex

Seit dem 24. Mai 2011 ist Cevallos als Nachfolger von Sandra Vela Sportminister Ecuadors. 

## Trivia

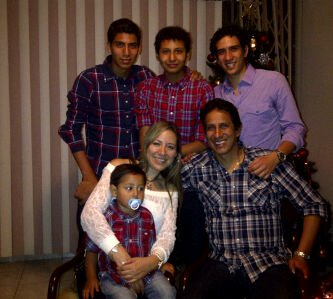
Familie Cevallos

Cevallos gründete eine Stiftung, die sich vor allem für Kinder und ihrer Förderung im Fußball einsetzt. 
Am 26. Januar 2011 standen bei der Vorstellung der Mannschaft von Liga de Quito für die Saison 2011 im Rahmen eines Noche Blanca genannten Freundschaftsspiels gegen Once Caldas erstmals Cevallos und sein Sohn José „Panchito“ Cevallos Jr. gemeinsam auf dem Feld. Dies gilt als erste gemeinsame Partie auf professioneller Ebene in Ecuador, bei dem Vater und Sohn gemeinsam auf dem Platz standen; allerdings handelte es sich um keinen offiziellen Wettkampf. Derzeit ist Cevallos junior von Liga de Quito an Juventus Turin ausgeliehen, wo er in der Jugendmannschaft aktiv ist.
Sein Bruder, Alex Cevallos, war ebenfalls Torhüter und spielte hauptsächlich für den Lokalrivalen CS Emelec.